# Sokyrynci (obwód chmielnicki)
Sokyrynci (ukr. Сокиринці, hist. pol. Siekierzyńce) – wieś na Ukrainie, w obwodzie chmielnickim, w rejonie kamienieckim, w hromadzie Czemerowce. W 2001 liczyła 605 mieszkańców, spośród których 601 wskazało jako ojczysty język ukraiński, a 4 rosyjski.